# Royal Jet
Royal Jet (arabisch رويال جيت) ist eine Fluggesellschaft aus den Vereinigten Arabischen Emiraten mit Sitz in Abu Dhabi und Basis auf dem Flughafen Abu Dhabi.

## Unternehmen
Royal Jet bietet neben Charterflügen auch MedEvac-Flüge an.

## Flotte

### Aktuelle Flotte
Mit Stand Dezember 2022 besteht die Flotte aus neun Geschäftsreiseflugzeugen:
| Flugzeugtyp    | Anzahl | bestellt | Anmerkungen | Sitzplätze |
| -------------- | ------ | -------- | ----------- | ---------- |
| Boeing 737-700 | 9      |          |             | VIP        |
| Gesamt         | 9      | –        |             |            |

### Ehemalige Flugzeugtypen
- Boeing BBJ
- Boeing 787-8 Dreamliner
- Bombardier Global 5000